# 雲峴宮
座標: 北緯37度34分34.04秒 東経126度59分14.04秒 / 北緯37.5761222度 東経126.9872333度
雲峴宮（うんけんきゅう、朝: 운현궁、ウニョングン）は、現在の大韓民国ソウル特別市鐘路区に位置する李氏朝鮮時代の宮殿。興宣大院君の旧居であり、子高宗も12歳で即位するまでを過ごした。1863年に正式に雲峴宮として呼ばれるようになった。大院君は1873年の弾劾後ここで一旦隠居し、さらに壬午事変後の1885年から再びここで暮らし院政の本拠とした。閔妃一派との政争に明け暮れるが1894年からは1898年に死去するまでここに幽閉された。

## 歴史

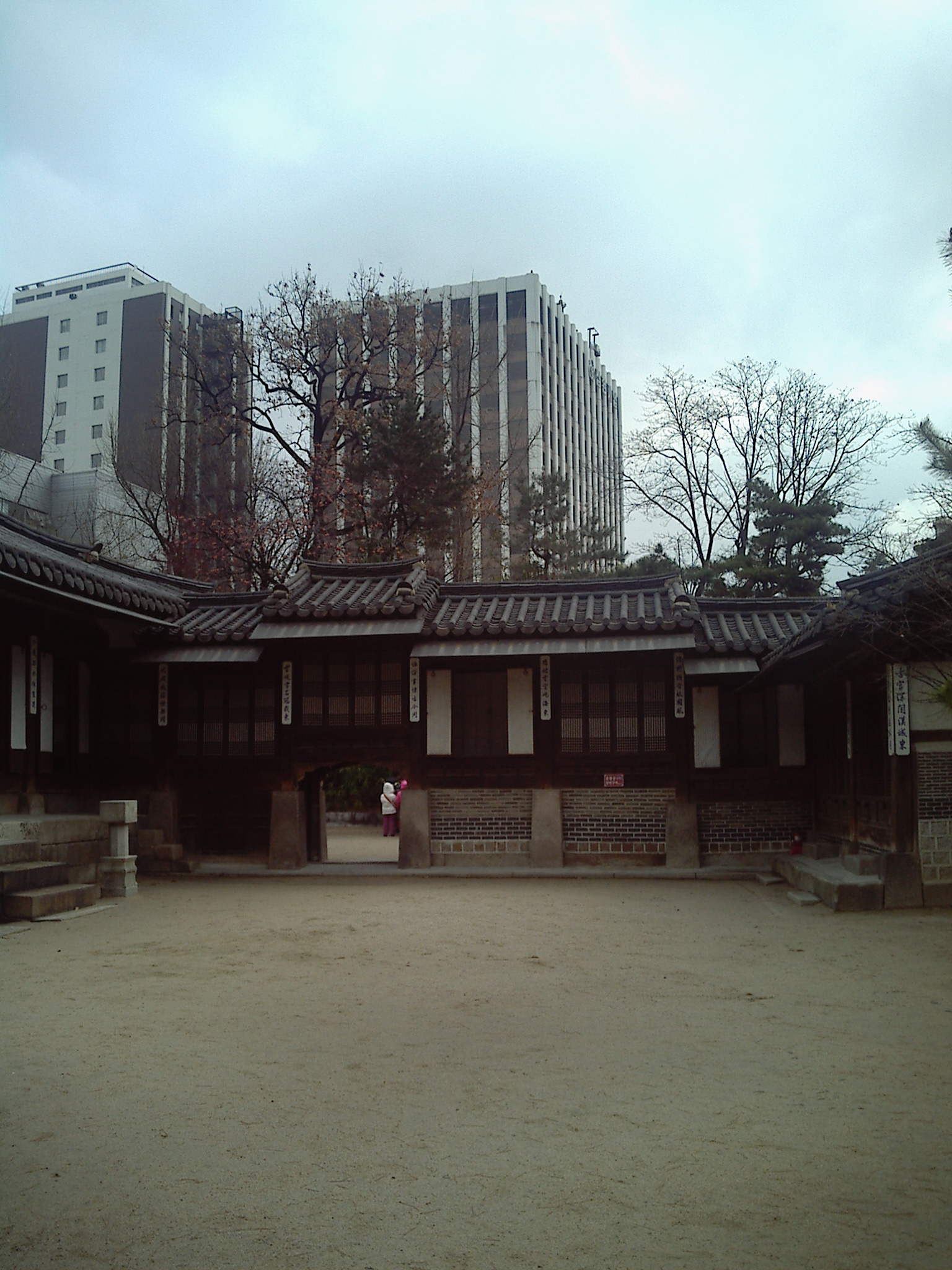
ソウル、雲峴宮

雲峴宮の歴史は14世紀まで遡ることができる。初期の建築物の多くは文禄・慶長の役に際して損なわれてしまったものの、いくつかの建築物はいまでも残っている。神貞王后趙氏の指示によって宮域は拡張され、4つの門を備えた。日本による統治時代には大院君の子孫から接収されていたが、1948年に返還、1993年にソウル市に売却された。その後、修復に3年間を要している。
かつての宮域の一部には徳成女子大学校教育大学院や幼稚園・ゲストハウスなどが建てられているため、現在の宮域は狭くなっている。